# Brandon Agounon
Brandon Agounon (sinh ngày 19 tháng 10 năm 1994) là một tiền vệ bóng đá chuyên nghiệp người Congo . Anh chơi cho đội tuyển quốc gia Pháp Championnat FC Villefranche. Anh được đội tuyển U21 Cộng hoà dân chủ Nhân dân Congo triệu tập.

## Sự nghiệp câu lạc bộ
Agounon gia nhập Clermont Foot vào năm 2012 từ Stade Malherbe Caen. Anh ra mắt Ligue 2 vào ngày 18 tháng 10 năm 2013 đấu với A S Nancy trong trận thua 3-2. Vào tháng 8 năm 2017, anh được US Boulogne mượn cho mùa giải 2017-18. Anh rời đi vào tháng 6 năm 2018 để gia nhập Ermis Aradippou FC của Síp. Vào tháng 6 năm 2019, anh trở lại Pháp và gia nhập FC Villefranche.